# Olof Granander
Stig Olof Granander, född 16 maj 1961 i Kolsva församling i Västmanlands län, är en svensk militär.

## Biografi
Olof Granander avlade officersexamen vid Krigsskolan 1984 och utnämndes samma år till fänrik vid  Södermanlands regemente, varefter han befordrades till löjtnant 1986. Senare tjänstgjorde han vid Södermanlandsbrigaden och befordrades 1993 till major.
Efter att ha tjänstgjort vid Högkvarteret befordrades han till överstelöjtnant och var chef för Pansarbataljonen vid Norrbottens regemente 2001–2004. Han var därefter ställföreträdande chef för Armétaktiska kommandot i Operativa insatsledningen i Högkvarteret 2004–2007.
År 2007 befordrades han till överste och var 2007–2008 stabschef i Armétaktiska stabsledningen i Insatsledningen i Högkvarteret. Under 2009 var han chef för den svenska kontingenten i Afghanistan. Åren 2010–2014 var han chef för Norrbottens regemente, tillika chef för Bodens garnison 2010–2014 och befälhavare för Militärregion Nord 2013–2014. Han var övningsledare för svenska kontingenten i övningen Cold Response när den hölls i mars 2014.
Han var projektledare för nytt utbildningssystem vid Produktionsstaben i Högkvarteret från och med den 1 januari 2015 och från den 1 februari 2015 samordnare för grundutbildningen. I en intervju sade Granander: ”Genom en längre sammanhållen utbildning får Försvarsmakten bättre utbildade soldater. [---] Den nya grundutbildningen möjliggör också att vi får ett bättre samordnat förbandsträningskoncept, vilket skapar bättre krigsförband.” Sedan den 26 maj 2016 är Granander chef för Försvarsmaktens logistik.